# 1999 XP38
1999 XP38 är en asteroid i huvudbältet som upptäcktes den 8 december 1999 av LINEAR i Socorro County, New Mexico.
Asteroiden har en diameter på ungefär 10 kilometer.